# 유로콥터 타이거
유로콥터 타이거는 유로콥터에서 생산하는 공격용 헬기이다. 유럽판 아파치로 평가된다. 독일에서는 Tiger, 프랑스와 스페인에서는 Tigre라고 불린다. 또한 EC 665 또는 PAH-2라고도 부른다.

### 타이거 HAP (프랑스)

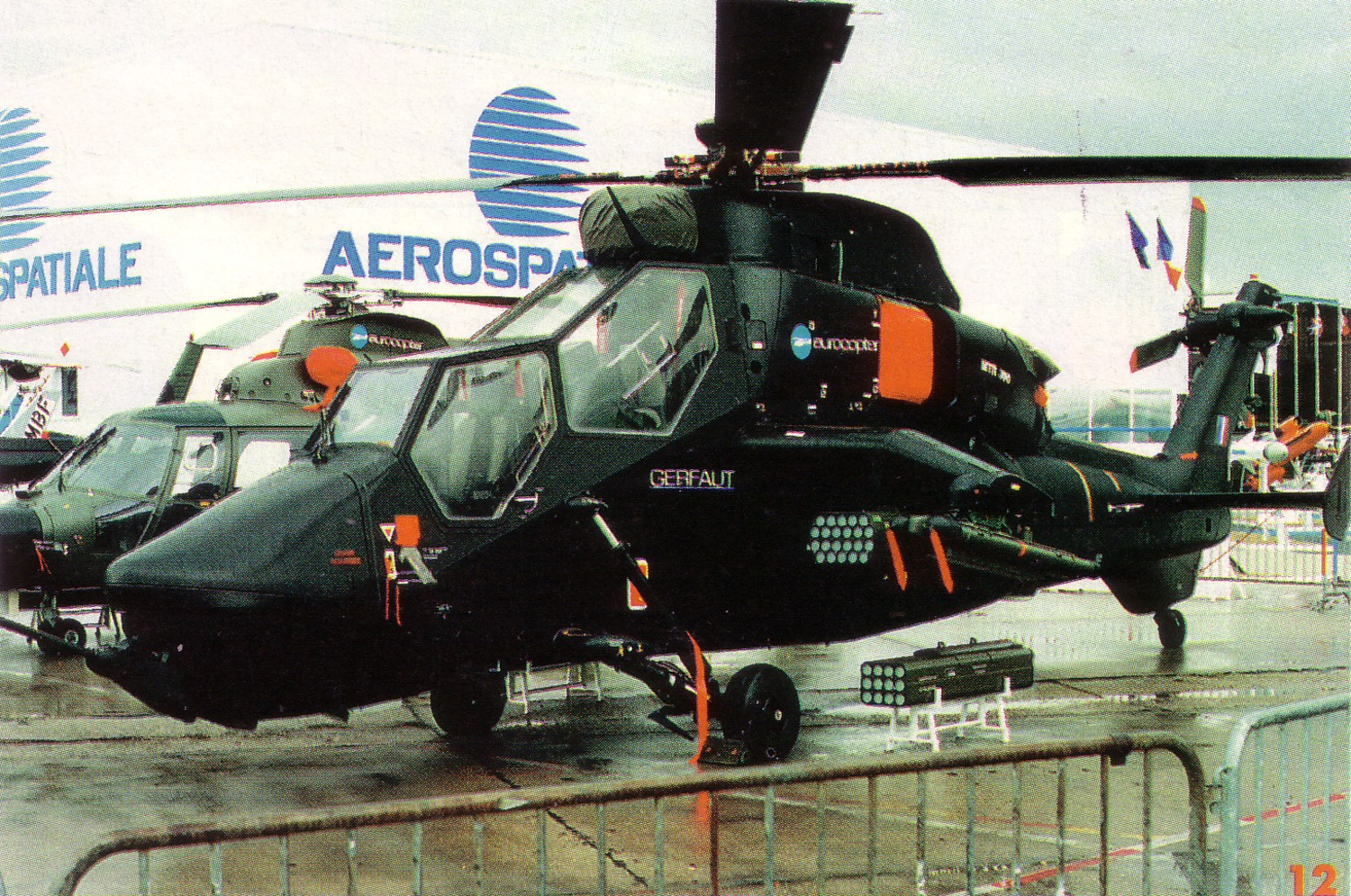
프랑스의 타이거 헬기. 독일의 UHT와 달리 기수 부분에 30mm 기관포가 장착되어 있다.

타이거 HAP/HCP (프랑스어: Hélicoptère d'Appui Protection, 지원 호위 헬기 / 프랑스어: Hélicoptère de Combat Polyvalent, 다목적 전투 헬기)는 프랑스 육군의 중형 공대공 전투 및 화력 지원을 위해 제작된 헬기이다.
화력 지원 역할을 위해서 미스트랄 공대공 미사일뿐만 아니라, 30 mm 체인 기관포 터렛과 68 mm SNEB 비유도 로켓을 장착한다.

### 타이거 UHT (독일)

2006년 베를린 에어쇼에서 루프(loop) 기동중인 타이거 UHT

타이거 UHT (독일어: Unterstützungshubschrauber Tiger, 타이거 지원 헬기)는 독일 연방군의 중형 다목적 화력 지원 헬리콥터이다.

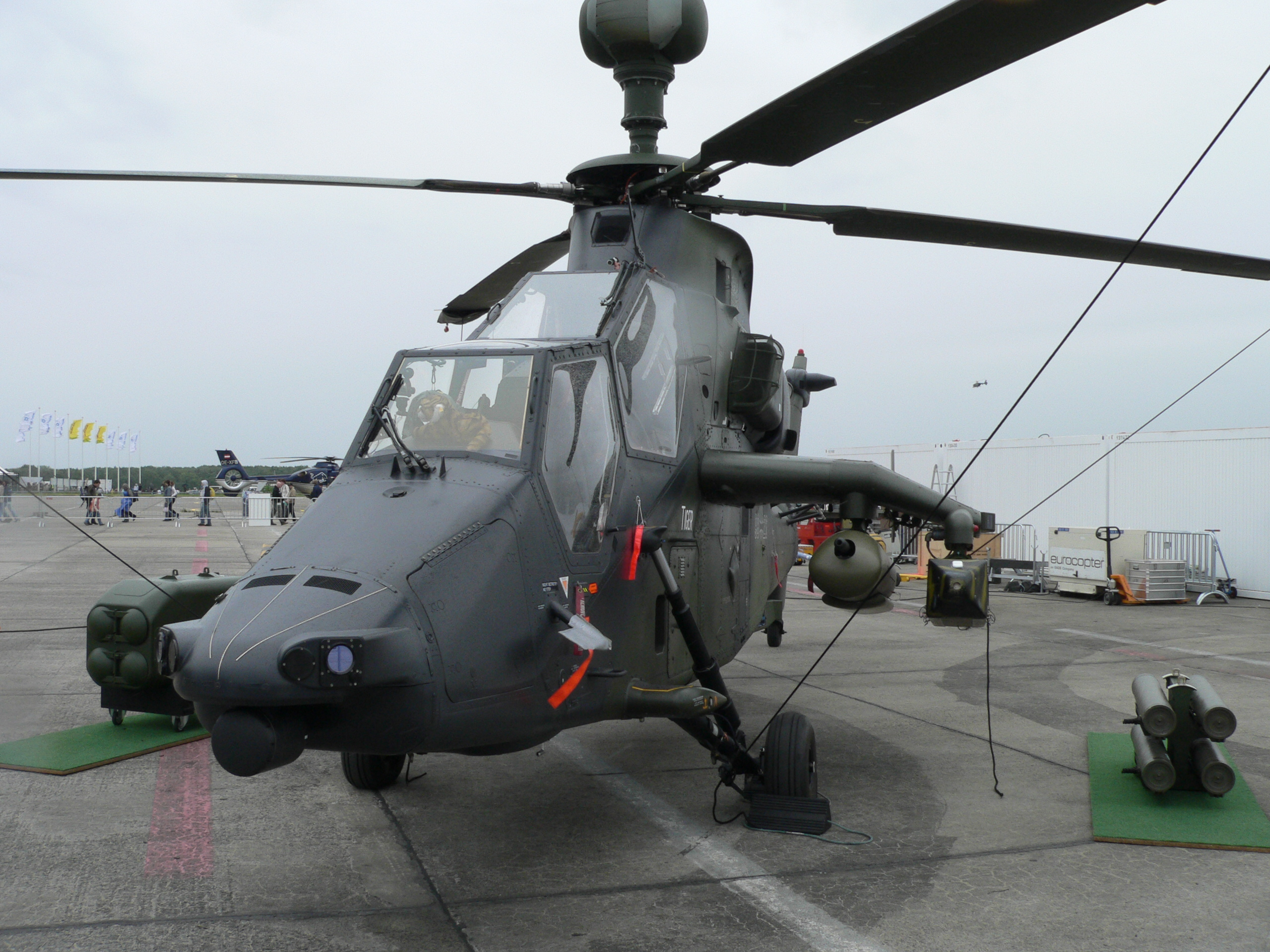
독일 육군의 타이거 UHT. 프랑스 HAP형과 달리, 기수 부분에 기관포가 장착되어 있지 않으며, 맨 위의 마스트 부분에 적외선 및 TV 탐색기가 장착되어 있다.

UHT는 70 mm 하이드라 공대지 화력 지원 로켓뿐만 아니라 TRIGAT-LR(3세대 장거리 대전차) "파이어 앤 포겟" 미사일 또는 HOT3 대전차 미사일을 장착할 수 있다. 공대공 전투를 위해 4발의 AIM-92 스팅어 공대공 미사일 (양쪽에 2발씩)을 장착할 수 있다.
프랑스 육군의 HAP/HCP 버전과는 달리, 내부 통합된 기관포 터렛이 없다. 그러나 필요에 따라 12.7 mm 건포드를 장착할 수 있다. 독일 육군은 반동 때문에 다른 타이거 헬기 버전에 사용되는 프랑스의 30 mm GIAT 30 기관포 대신 다른 것을 사용하기로 했다.
라인메탈 RMK30 무반동 30 mm 자동기관포를 장착한 UHT의 업그레이드 버전은 예산상의 문제로 아직 실현되지 못하고 있다.
프랑스의 HAP 버전과 또 다른 주요한 차이점으로, 마스트에 장착된 탐색장치가 있다. 이것은 2세대 적외선 및 TV 카메라이다.
기만장치로는 레이다/레이저/미사일 발사/미사일 접근 경보 수신기와 디코이 발사기가 있다.

### 타이거 ARH (호주)
타이거 ARH(영어: Armed Reconnaissance Helicopter, 무장 정찰 헬기)은 OH-58 카이오와 헬기를 대체하기 위해 오스트레일리아 육군이 주문한 버전이다.
ARH는 HAP 버전에서 업그레이드 및 개조가 되었다. 즉, 업그레이드된 MTR390 엔진과 헬파이어 II 공대지 미사일을 발사하기 위한 레이저 지시기가 장착되었다.
ARH는 SNEB 비유도 로켓 대신에 벨기에산 FZ 70 mm (2.75 인치) 로켓을 사용할 것이다.

### 타이거 HAD (스페인)
타이거 HAD (프랑스어: Hélicoptère d'Appui Destruction, 또는 스페인어: Helicoptero de Apoyo y Destrucción, 지원 공격 헬기)는 원래 HAP 버전과 동일한 버전이지만, 스페인 육군의 구체적인 요청에 따라 HAP 버전에서 개량된 것이다. 한층 더 업그레이드된 MTR390 엔진(1464 shp)을 사용해서 엔진 출력이 14% 이상 향상되었고, 방탄 기능이 보강되었다.
독일의 UHT 버전을 위해 개발된 TRIGAT-LR 대전차 미사일을 장착할 수 있다.
HAD는 지원과 화력 억제 역할을 위한 목적에 맞아 스페인 육군이 선택하였다.

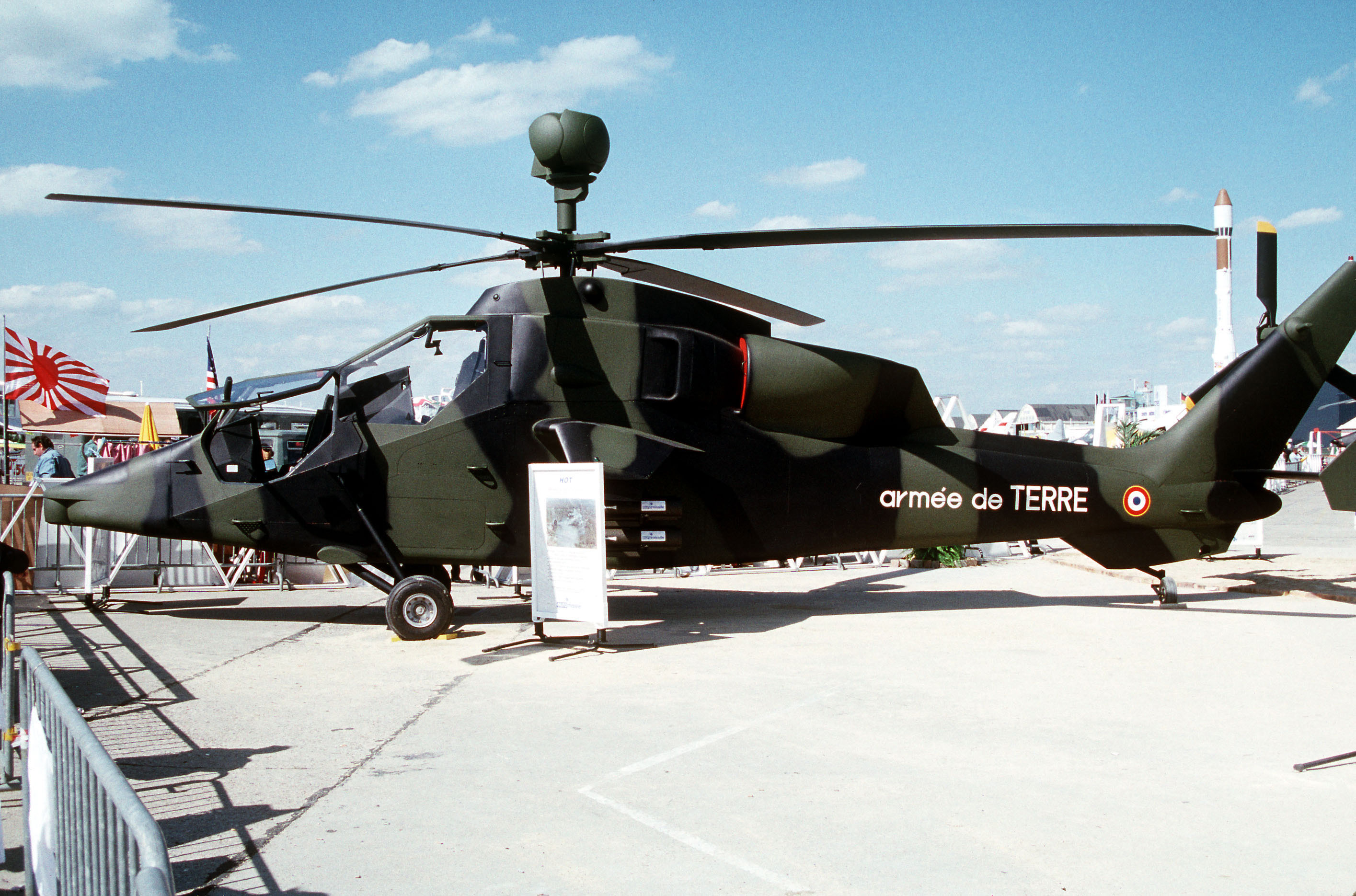
프랑스의 타이거 HAC. HAC 사업은 도중에 취소되었다.

프랑스 육군 경항공대(ALAT)는 그들의 HAP 헬기 대다수를 HAD 파생형으로 업그레이드 하기로 결정했다. 따라서 이전의 HAC 파생형(Hélicoptère Anti-Char 또는 대전차 헬리콥터)은 취소하였다.
2006년 6월 기준으로, 28 대의 타이거 헬기가 운용중이다. 그 중 18대가 4개국의 고객들에게 인도되었다. 이들 28대의 헬기들이 비행시간은 모두 합해서 4,000 시간 정도 된다.

### 가격
시스템 가격(헬기, 무장, 지원)은 버전에 따라 다르다:
- 타이거 HAP $35–39 million USD 약 400억 원
- 타이거 ARH $36 million USD
- 타이거 HAD $44–48 million USD
- 타이거 UHT $38–43 million USD
- (비교 롱보우 아파치 $48–52 million USD) 약 550억 원

## 운용 국가

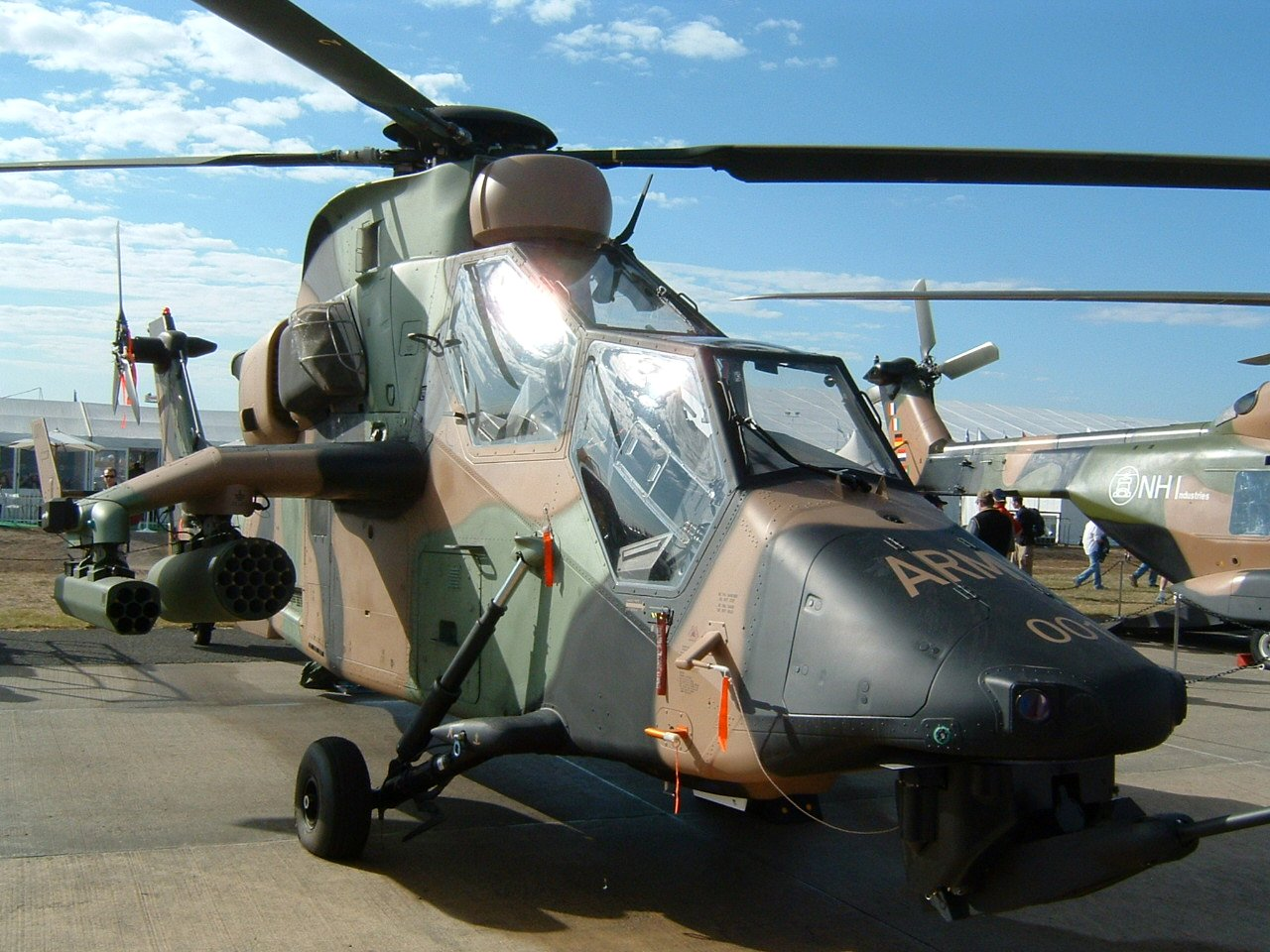
아발론 에어쇼에 전시된 오스트레일리아 육군의 ARH 타이거 헬기

### 군사용 운용
- 오스트레일리아: 22 대 ARH 버전
- 프랑스: 80 대 (HAP 40대, HAD 40 대)
- 독일: 80 대 UHT 버전
- 스페인: 24 대 HAD 버전
- 사우디아라비아: 12 대 구매예상 - HAD 유사기종[4]

## 제원 (타이거 HAP)
일반 특성
- 승무원: 2명 (조종사, 무기관제사)
- 길이: 14.08 m 동체 (46 ft 2 in)
- 로터직경: 13.00 m (42 ft 8 in)
- 높이: 3.83 m (12 ft 7 in)
- 원판면적: 133 m² (1,430 ft²)
- 공허중량: 3,060 kg (6,750 lb)
- 최대이륙중량: 6,000 kg (13,000 lb)

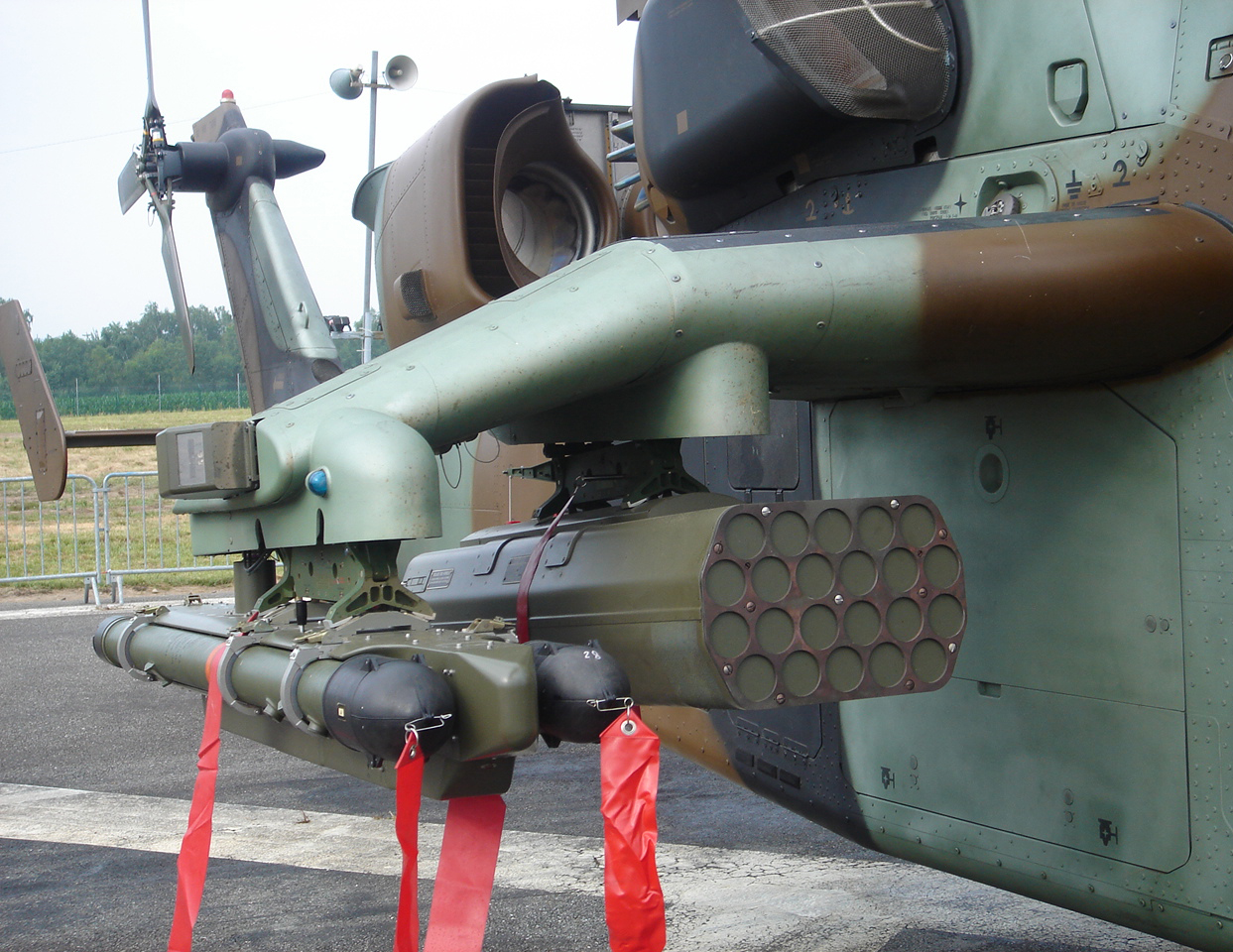
프랑스 타이거 HAP의 무장. 미스트랄 공대공 미사일 2발과 22발의 68mm SNEB 로켓포 포드

- 내부연료용량: 1,080 kg (2,380 lb
- 특징:
  - 소프트웨어를 이용해 진동을 줄인 헬기 동체
  - 공격을 당해 구멍이 생긴 경우에 스스로 그 구멍을 막을 수 있는 연료탱크)
- 엔진: 2× 롤스-로이스/터보메카/MTU MTR390 터보샤프트, 873 kW (1,170 shp)  각각

성능
- 최대속도: 마스트 탑재시 290 km/h, 마스트 미탑재시 315 km/h (마스트 탑재시 157 knots, 181 mph, 마스트 미탑재시 170 knots, 196 mph)
- 항속거리: 800 km (430 nm, 500 mi) 전투항속거리 (1300km, 외부 연료탱크)
- 상승한도: 4,000 m (13,000 ft)
- 상승률: 10.7 m/s (2,105 ft/min)

무장
- 기관포: 

  - 1× 30 mm (1.18 in) GIAT 30 기관포. 기수부분에 내장 장착 1문 또는 12.7 mm  또는 20 mm 건포드 (UHT) 1정

- 미사일
  - TRIGAT-LR 8발 그리고/또는 HOT3 (UHT, HAD)
  - 라파엘 스파이크-ER 8발 (스페인 HAD) 또는
  - AGM-114 헬파이어 대전차 미사일 8발 (ARH)
  - AIM-92 스팅어 공대공 미사일 4발 (UHT, ARH) 또는
  - 미스트랄 공대공 미사일 4발 (HAP, HAD)
- 로켓탄
  - 19× 70 mm (2.76 in) SNEB (UHT, HAD), 또는
  - 19× 70 mm 하이드라 70 (ARH), 또는
  - 22× 68 mm (2.68 in) SNEB (HAP), 또는
  - 7× 70 mm SNEB 또는 비유도식 로켓포 (HAD)

## 등장하는 작품
- 007 골든아이에 나온다.

## 같이 보기
유사 항공기
- 벨 AH-1Z 바이퍼
- AH-64 아파치
- 아구스타웨스트랜드 AW-139
- 유로콥터 쿠거
- 유로콥터 타이거
- 아구스타 A129 망구스타
- 한국형 공격헬기 사업
- 밀 Mi-28